# Stefan Weychert
Stefan Wacław Weychert (ur. 22 lipca 1912 w Warszawie, zm. 19 marca 1989 tamże) – polski fizykochemik i technolog, specjalista w dziedzinie technologii chemicznej nieorganicznej.

## Życiorys
Urodził się w rodzinie Stefana Jerzego (1876–1964), inżyniera, oraz Wandy z Knoffów (zm. 1937). W 1930 ukończył Państwowe Gimnazjum im. Stefana Batorego w Warszawie, w 1937 studia na Wydziale Chemicznym Politechniki Warszawskiej. Podczas studiów, od 1934, pracował w Katedrze Technologii Chemicznej Nieorganicznej kierowanej przez prof. Józefa Zawadzkiego. Po ukończeniu studiów pozostał tam jako asystent. 
Podczas II wojny światowej wspólnie z prof. Zawadzkim zorganizował Wyższą Szkołę Techniczną, był tam wykładowcą. Działał w konspiracji, należał do Armii Krajowej i walczył w powstaniu warszawskim.
Po zakończeniu wojny zaangażował się w odbudowę gmachów Wydziału Chemicznego, był jednym z pierwszych prowadzących wykłady. Otrzymał posadę adiunkta. W 1949 uzyskał doktorat nauk technicznych na podstawie pracy Studia nad otrzymywaniem wysokoprocentowego technicznego podchlorynu wapniowego. Po śmierci prof. Józefa Zawadzkiego w 1951 objął kierownictwo Katedry Technologii Chemicznej Nieorganicznej, w 1956 został docentem, w 1957 profesorem nadzwyczajnym. W latach 1958–1960 był dziekanem Wydziału Chemicznego Politechniki Warszawskiej, od 1970 pełnił funkcję dyrektora Instytutu Chemii Ogólnej i Technologii Nieorganicznej. Przez wiele lat należał do zarządu Stowarzyszenia Inżynierów i Techników Przemysłu Chemicznego (w 1978 został jego członkiem honorowym) oraz Polskiego Towarzystwa Chemicznego. 
Za Opracowanie mechanizmu kontaktowego utleniania dwutlenku siarki oraz otrzymywanie niskotemperaturowego katalizatora wanadowego otrzymał wraz z zespołem w 1973 nagrodę Sekretarza Naukowego PAN. W 1974 otrzymał zespołową Nagrodę Państwową I stopnia za udział w unowocześnianiu i intensyfikacji wytwarzania produktów kwasu siarkowego, w 1976 nagrodę specjalną prezesa PAN i ministra nauki, szkolnictwa wyższego i techniki, za wkład do pracy Wytwórnie kwasu siarkowego o jednostkowej zdolności 300t/r. – opracowanie technologiczno-konstrukcyjne. Publikacja pt. Opracowanie metod wyznaczania danych kinetycznych dla wartościowania katalizatorów oraz projektowania i optymalizacji procesów kontaktowych uzyskała w 1976 nagrodę Sekretarza Naukowego PAN. 
W 1980 był współorganizatorem NSZZ „Solidarność” na Politechnice Warszawskiej. Na emeryturę przeszedł w 1982.
Był mężem Wandy z Żelewskich (1912–2011).
Zmarł w Warszawie, pochowany na cmentarzu ewangelicko-augsburskim (sektor AL1-1-35).